# Spolek Komenský (Praha)
Spolek Komenský v Praze byl založen v Praze v roce 1920. Navazoval svým zaměřením na obdobný spolek s podobným názvem ve Vídni. Zakladatelem pražského spolku byl MUDr. František Jetel. První stanovy pražského spolku Komenský byly schváleny výnosem ministerstva vnitra 16. srpna 1920. Jejich doplněná a upravená verze byla schválena mimořádnou valnou hromadou dne 7. října 1923.
Původní název spolku byl: „Komenský“ – spolek ku podporování a vydržování českých škol za hranicemi Československé republiky v Praze. V roce 1923 ale byl přijat valnou hromadou jednodušší  název  „Komenský“ – spolek pro podporu československých škol zahraničních v Praze.

## Zaměření činnosti spolku
Spolek byl od samého počátku zaměřen na kulturně osvětovou, podpůrnou a všenárodní činnost. Jeho zaměření se vyhýbalo politické činnosti, nebo podpoře politických uskupení. Takto to bylo stanoveno ve stanovách spolku a také to tak bylo policejními orgány sledováno a kontrolováno. 
Tento spolek měl od samého začátku úzké vazby na vídeňský spolek Komenský, který v rakouském hlavním městě provozoval, a stále provozuje školy a mateřské školky pro děti českých rodičů a pro zájemce o český jazyk. Název, pod kterým jej v únoru 1872 zaregistrovalo dolnorakouské místodržitelství, zní "Spolek Komenský ke zřizování a vydržování českých škol ve Vídni" a vystihuje plně cíl této instituce – zajistit pro Čechy ve Vídni, kterých tam tehdy trvale žilo okolo 150 tisíc, možnost vzdělávat se v mateřštině a udržovat české tradice.
Hlavní zaměření činnosti spolku směřovalo k “podporování škol všech druhů s českým a slovenským vyučovacím jazykem za hranicemi Československé republiky, podporování českých a slovenských knihoven a čítáren pro Čechoslováky žijící v zahraničí, zřizování a podporování prázdninových osad v Československé republice pro československé děti ze zahraničí, pořádání a podporování vědeckých přednášek a odborných přednášek o zahraničních Češích a Slovácích, a vůbec všemožné působení k tomu, aby našinci v zahraničí byli národně a mravně uvědomováni a povznášeni, a aby jejich vztahy k vlasti byly osvěžovány a utužovány”.
Spolek pořádal přednášky všeobecně vzdělávacího rázu, různé akademie, koncerty, společenské večírky), a jednak ve shromažďování finančních prostředků určených pro podporu hlavních cílů společnosti. Při různých společenských událostech byly (po schválení příslušnými úřady) pořádány peněžní sbírky, jejichž výtěžek byl určen pro různé, předem určené projekty. Spolek také např. zakládal knihovny, a při různých příležitostech předváděl filmy ze života českých menšin v zahraničí. 

## Spolková činnost
Starostou spolku byl od založení spolku po řadu let známý pražský advokát JUDr. Adolf Dušek. Místostarostou byl Innocenc Hošťálek (ředitel hradní pošty), který pak v roce 1926 vystřídal dr. Duška ve funkci starosty. Po několik let byl I. místostarostou Ing. Julius Haering (vrchní technický rada Elektrických podniků hl. m. Prahy).
Členy spolku byli povětšinou vysocí úředníci z různých státních i soukromých institucí, podnikatelé, pedagogové a jiní příslušníci na úrovni střední třídy, se zájmem o českou problematiku a se vztahem ke školství a vzdělávání různých vrstev obyvatel doma i v zahraničí.  
Již v roce 1925 měl spolek přibližně 10 000 členů, kteří byli sdruženi ve 42 odborech. Většina odborů měla místní charakter, tzn. že sdružovala členy z jednotlivých měst, či okresů. Kromě převážné většiny místních odborů existovaly i další odbory např. mužské, ženské, dorostenecké a další.                 
Mezi zakládající členy spolku patřili nejenom jednotlivci, ale také různé soukromé i veřejné korporace, peněžní ústavy, banky, záložny, spořitelny, pojišťovny (mimo jiné např. Živnostenská banka v Praze, Spořitelna česká v Praze, Banka čsl. legií v Praze), ale i různé továrny a cukrovary, městské úřady, okresní politické správy apod. Spolek měl zastoupení několika svými delegáty např. v Národní radě československé, v zahraničním odboru Českého srdce, v Osvětovém svazu a v Ústředí prázdninové péče.
Každoročně se pochopitelně spolek staral o provedení důstojných oslav narozenin patrona spolku J. A. Komenského. Např. v roce 1927 se slavnostní zasedání k této příležitosti konalo 13. března 1927 v zasedací síni Staroměstské radnice s vystoupením sboru Hlahol. A tomuto zasedání předcházelo v předchozí večer 12. března 1927 slavnostní představení opery Prodaná nevěsta v Národním divadle. Záběr činnosti spolku byl velmi široký. A tak pro dokreslení jeho činnosti lze uvést některé příklady. Na příklad, v roce 1925 se podařilo vybavit žákovské knihovny českých škol v Lintfortu v Německu a v Ludině v Jugoslávii. Po dohodě s ministerstvem školství a konzulátem v Kolíně nad Rýnem také bylo vypraveno velké množství učebnic, školních potřeb a pomůcek dvanácti českým školám v Porýní. Spolek se v té době staral také o vybavení přírodovědeckých kabinetů pro novou českou reálku a měšťanskou školu ve Vídni, v XVI. okresu. Ve spolupráci se Ženskou národní radou opatřoval spolek pomůcky pro Slovenské gymnázium v Petrovicích v Bašce. Spolek pořádal v červenci a srpnu 1924 úspěšnou propagační školskou výstavku na Všeživnostenské výstavě v Praze. 
V dubnu 1924 spolek ustavil “prázdninový výbor”. Jeho účelem bylo zajištění prázdninových pobytů českých dětí ze zahraničí na různých místech v České republice. Jenom v roce 1924 se podařilo zajistit pobyt 1924 dětí v dětských osadách v Domažlicích, v Klatovech, v Protivíně, v Písku, v Táboře, ve Veselí n.Luž., v Pelhřimově, Vyském Mýtě, v Čekyni u Přerova, Leopoldově u Buchlova, ve Zlíně, v Trenčianských Teplicích, v Lučkách u Liptovské Teplé a jinde. Pro dopravu dětí byla vyjednána s československými a rakouskými dráhami 50% sleva z jízdného. Děti z dětských osad byly také pozvány do Prahy, aby měly možnost si prohlédnout pražské památky a mohly absolvovat i výlety do okolí Prahy.
Jako jeden z ilustrativních příkladů společenských aktivit, kterými spolek také získával finanční prostředky, lze uvést např. pořádání 4. reprezentačního plesu dne 8. ledna 1925 v Obecním domě, nad nímž převzala záštitu řada významných osobností, jako např. primátor JUDr. Karel Baxa, policejní prezident JUDr. Richard Bienert, místopředseda sněmovny JUDr. Mořic Hruban, místopředseda senátu Václav Klofáč, poslanec dr. Karel Kramář, kancléř dr. Přemysl Šámal a řada dalších. Čistý výtěžek tohoto plesu činil 57 000 Kč.
Na činnost spolku byly získávány finanční prostředky různými formami – “členskými příspěvky, sbírkami dobrovolných darů, veřejnými sbírkami, získáváním odkazů a subvencí, dobročinnými loteriemi, provozováním živností volných I koncesovaných, výtěžky z přednášek, výstav, výletů, koncertů, divadelních představení, zábav, kursů a jiných podniků vlastních a též pořádanými s jinými spolky ve prospěch Komenského, články v časopisech atp.”
Významným zdrojem financí byly veřejné sbírky. Např. v březnové sbírce bylo vybráno více než 90 tisíc Kč, přičemž, výrazně nejvíce se podařilo shromáždit místnímu odboru Praha II., ale také odborům ze Smíchova, Jihlavy, Plzně, Bubenče  atp. Sbírky byly organizovány tak, že většinou nebyly shromažďovány přímo peníze, ale byli získáváni předplatitelé k odběru kapesních, nebo nástěnných kalendářů, či uměleckých fotografií. Účinnost těchto akcí byla značná. Např. jenom samotný odbor na pražských Vinohradech  za celou dobu své činnosti celkem do roku 1938, odevzdal na účely činnosti spolku více než 1 milion Kč, obdobně i místní odbor Bubeneč odevzdal téměř 650 tisíc Kč.
Spolek měl různé druhy členství a tím i různé skupiny členů: čestné, zakládající, činné, přispívající. Tyto skupiny se lišily jednak vztahem ke spolku a také způsobem a výši jejich příspěvků na činnost spolku.
Zajímavým společenským záměrem byla také skutečnost, kdy slavnostní valná hromada spolku, konaná dne 21.3.1925 svým usnesením požádala prezidenta republiky T. G. Masaryka o svolení, aby mohl být jmenován prvním čestným členem spolku. Tato žádost byla pak prověřována různými úřady, ale nejspíš posléze zapadla v tehdejší byrokracii. T.G.M. se členem spolku nestal.
Vrcholná správa spolku byla rozložena do čtyř úrovní: valná hromada, ústřední výbor, předsednictvo a účetní dozorci. Díky tomu, že se jak ve vedení spolku, tak i v místních odborech angažovali spolehliví lidé, nebyl během jeho činnosti zaznamenán žádný finanční, nebo nějaký jiný právní problém.

## Závěr
Spolek Komenský v Praze byl po celou dobu své činnosti uznávanou a prospěšnou částí společenské struktury první republiky. Velmi úspěšně pomáhal při udržování národního cítění v řadách Čechů, žijících a působících v různých částech světa. Podle tehdejších odhadů se počet lidí, kteří se v zahraničí hlásili k českému a slovenskému národu, představoval okolo 30 procent celého národa  Čechů a Slováků.
Činnost spolku byla utlumena velmi brzo po vzniku Protektorátu Čechy a Morava. Definitivně potom byla zakázána rozhodnutím Reichsprotektora ze dne 31. ledna 1942, kterým byl Spolek “Komenský” se sídlem v Praze se svými pobočnými a vedlejšími spolky rozpuštěn a jmění zabaveno.
Po roce 1989 byla obnovena spolková činnost v USA a v Československu byla založena neformálně česká sekce spolku Komenský v Praze. V roce 2024 byla česká sekce formalizována a zapsána jako Komenský - spolek pro podporu československých škol zahraničních v Praze, předsedou je Fran(tiše)k Formanek.